# Jan Friesinger
Jan Friesinger (* 20. November 1980 in Bad Reichenhall) ist ein ehemaliger auf Mittelstrecken spezialisierter deutscher Eisschnellläufer.

## Leben und Karriere
Jan Friesinger entstammt einer Eislauffamilie. Seine Eltern sind die polnische Olympiateilnehmerin Janina Korowicka und der bereits 1996 verstorbene deutsche Teilnehmer an Juniorenweltmeisterschaften Georg Friesinger. Am bekanntesten ist seine Schwester, die dreifache Olympiasiegerin Anni Friesinger-Postma, auch seine Schwester Agnes Friesinger betrieb professionell Eisschnelllauf.
Bei den Juniorenweltmeisterschaften 2000 in Seinäjoki wurde Friesinger Dritter im Mehrkampf. Im November 2000 debütierte er auch im Weltcup in Berlin. Obwohl er immer wieder vereinzelte Erfolge erreichen kann, etwa Platzierungen unter den ersten Zehn im Weltcup, konnte er sich international nicht durchsetzen. Meist pendelte er zwischen der A- und B-Gruppe des Weltcups. Seine besten Ergebnisse erreichte er mit zwei zweiten und einem dritten Platz auch nicht im Einzel, sondern bei Teamrennen. Einmal, 2002, nahm er an Olympischen Winterspielen teil.
Erfolgreicher war Friesinger auf nationaler Ebene. Er wurde fünfmal deutscher Meister, achtmal Vizemeister und dreimal Dritter. 2010 beendete er seine Karriere. 2011 lebte er in Norwegen und hat einen Sohn.

## Eisschnelllauf-Weltcup-Platzierungen
| Platzierung | 100 m | 500 m | 1000 m | 1500 m | 5000 m | 10.000 m | Team |
| ----------- | ----- | ----- | ------ | ------ | ------ | -------- | ---- |
| 1. Platz    |       |       |        |        |        |          |      |
| 2. Platz    |       |       |        |        |        |          |      |
| 3. Platz    |       |       |        |        |        |          |      |
| Top 10      |       |       |        | 9      |        |          |      |

(Stand: Karriereende)